# 双椭圆曲线确定性随机比特生成器
双椭圆曲线确定性随机比特生成器（Dual Elliptic Curve Deterministic Random Bit Generator，Dual_EC_DRBG） ，是一种使用椭圆曲线密码学实现的密码学安全伪随机数生成器（CSPRNG）。该算法自2006年6月左右被公开，尽管受到了大量密码学家们的批评，并被认为存在潜在的后门，但直到2017年被撤销之前，Dual_EC_DRBG在七年的时间内都是NIST SP 800-90A定义的4个（现为3个）标准的CSPRNG之一。